# Лафора, Карлос
Карлос Родригес Лафора (исп. Carlos Rodríguez Lafora, 10 июля 1884, Валенсия — 19 апреля 1966) — испанский шахматист и шахматный композитор.
Входил в число сильнейших шахматистов Испании рубежа 1920—1930-х гг.
В составе сборной Испании участник шахматной олимпиады 1930 г. Выступал на 3-й доске (после В. Марина и М. Гольмайо). В рамках олимпиады сыграл 13 партий, из которых 1 выиграл (у Й. Локвенца), 3 завершил вничью (с Э. Торвалдссоном, К. Рубеном и К. Ауэсом) и 9 проиграл (А. К. Рубинштейну, И. И. Вистанецкису, М. Дюшану, Й. Рейфиржу, У. Уинтеру, Й. ван ден Босху, О. Кавли-Йоргенсену, К. Берндтссону и А. Тиролеру).